# K League Classic 2015
K League Classic 2015 var den 33:e säsongen av Sydkoreas högsta division i fotboll for herrar och den 3:e säsongen under nuvarande namnet K League Classic. Totalt 12 lag deltog i ligan, däribland nyligen uppflyttade Daejeon Citizen och Gwangju FC från föregående säsongs K League Challenge. De ersatte nedflyttade Gyeongnam FC och Sangju Sangmu från föregående säsongs Classic. 
Säsongen pågick från den 7 mars 2015 till den 29 november 2015. Jeonbuk Hyundai Motors var regerande mästare efter att ha vunnit föregående säsong. De försvarade sin titel säsongen 2015 och blev därmed koreanska ligamästare för fjärde gången i sin historia. Tillsammans med Suwon Samsung Bluewings, Pohang Steelers och FC Seoul kvalificerade de sig till nästa säsongs AFC Champions League. Daejeon Citizen och Busan IPark blev nedflyttade till Challenge 2016. Daejeon flyttades ned direkt genom sista plats i ligan och Busan som kom näst sist flyttades ned efter playoff mot Suwon FC från Challenge.
Kim Shin-wook blev säsongens bästa målgörare med 18 mål för Ulsan Hyundai. Med sina 17 assist spelade Yeom Ki-hun fram till fler mål än någon annan under säsongen för sitt Suwon Samsung Bluewings. Lee Dong-gook som var Jeonbuk Hyundai Motors bästa målskytt under säsongen fick ta emot priset för ligans mest värdefulla spelare medan en annan Jeonbuk spelare, Lee Jae-sung, fick priset för bästa unga spelare. Jeonbuks Choi Kang-hee blev dessutom årets tränare.
Det totala åskådarantalet för alla 228 matcher under säsongen var över 1,7 miljoner vilket gav ett genomsnitt på 7 720 per match. Mästarlaget Jeonbuk Hyundai Motors hade det högsta genomsnittet av alla klubbar med 17 413 åskådare per match.

## Uppflyttning och nedflyttning
| Uppflyttade                                             | Lag                             | Lag |
| ------------------------------------------------------- | ------------------------------- | --- |
| Till K League Classic 2015 Från K League Challenge 2014 | Daejeon Citizen FC, Gwangju FC  |     |
| Till K League Classic 2016 Från K League Challenge 2015 | Sangju Sangmu FC, Suwon FC      |     |
| Nedflyttade                                             | Lag                             | Lag |
| Till K League Challenge 2015 Från K League Classic 2014 | Sangju Sangmu FC, Gyeongnam FC  |     |
| Till K League Challenge 2016 Från K League Classic 2015 | Daejeon Citizen FC, Busan IPark |     |

## Deltagande lag
| Lag                     | Plats     | Gick med | Arena                        | Kapacitet |
| ----------------------- | --------- | -------- | ---------------------------- | --------- |
| Busan IPark             | Busan     | 1983     | Busan Asiad Stadium          | 53 864    |
| Daejeon Citizen         | Daejeon   | 1997     | Daejeon World Cup Stadium    | 41 295    |
| Gwangju FC              | Gwangju   | 2010     | Gwangju World Cup Stadium    | 44 118    |
| Incheon United          | Incheon   | 2004     | Incheon Football Stadium     | 20 891    |
| Jeju United             | Seogwipo  | 1983     | Jeju World Cup Stadium       | 35 657    |
| Jeonbuk Hyundai Motors  | Jeonju    | 1995     | Jeonju World Cup Stadium     | 42 477    |
| Jeonnam Dragons         | Gwangyang | 1995     | Gwangyang Football Stadium   | 20 009    |
| Pohang Steelers         | Pohang    | 1983     | Pohang Steel Yard            | 25 000    |
| Seongnam FC             | Seongnam  | 1989     | Tancheon Stadium             | 16 250    |
| FC Seoul                | Seoul     | 1984     | Seoul World Cup Stadium      | 66 806    |
| Suwon Samsung Bluewings | Suwon     | 1996     | Suwon World Cup Stadium      | 43 959    |
| Ulsan Hyundai           | Ulsan     | 1984     | Ulsan Munsu Football Stadium | 44 474    |

### Arenor
| Hemmaarenor för K League Classic 2015    | Hemmaarenor för K League Classic 2015       | Hemmaarenor för K League Classic 2015        | Hemmaarenor för K League Classic 2015          |
| Busan IPark                              | Daejeon Citizen                             | Gwangju FC                                   | Incheon United                                 |
| ---------------------------------------- | ------------------------------------------- | -------------------------------------------- | ---------------------------------------------- |
| Busan Asiad Stadium Kapacitet: 53 864    | Daejeon World Cup Stadium Kapacitet: 41 295 | Gwangju World Cup Stadium Kapacitet: 44 118  | Incheon Football Stadium Kapacitet: 20 891     |
|                                          |                                             |                                              |                                                |
| Jeju United                              | Jeonbuk Hyundai Motors                      | Jeonnam Dragons                              | Pohang Steelers                                |
| Jeju World Cup Stadium Kapacitet: 35 657 | Jeonju World Cup Stadium Kapacitet: 42 477  | Gwangyang Football Stadium Kapacitet: 20 009 | Pohang Steel Yard Kapacitet: 25 000            |
|                                          |                                             |                                              |                                                |
| Seongnam FC                              | FC Seoul                                    | Suwon Samsung Bluewings                      | Ulsan Hyundai                                  |
| Tancheon Stadium Kapacitet: 16 250       | Seoul World Cup Stadium Kapacitet: 66 806   | Suwon World Cup Stadium Kapacitet: 43 959    | Ulsan Munsu Football Stadium Kapacitet: 44 474 |
|                                          |                                             |                                              |                                                |

## Poängtabell
De två översta lagen kvalificerade sig för kommande säsongs AFC Champions League. Det tredjeplacerade laget får spela kvalspel till turneringens gruppspel. FC Seoul kvalificerade sig också direkt till gruppspelet genom att vinna den koreanska FA-cupen. Det lag som kom sist blev nedflyttade direkt till kommande säsongs K League Challenge. Det lag som kom näst sist fick spela playoff mot ett lag från K League Challenge. Busan IPark förlorade mot Suwon FC och blev därmed nedflyttade medan Suwon blev uppflyttade till kommande säsongs Classic.
| Nr | Lag                     | S  | V  | O  | F  | GM | IM | MS  | P  |
| -- | ----------------------- | -- | -- | -- | -- | -- | -- | --- | -- |
| 1  | Jeonbuk Hyundai Motors  | 38 | 22 | 7  | 9  | 57 | 39 | +18 | 73 |
| 2  | Suwon Samsung Bluewings | 38 | 19 | 10 | 9  | 60 | 43 | +17 | 67 |
| 3  | Pohang Steelers         | 38 | 18 | 12 | 8  | 49 | 32 | +17 | 66 |
| 4  | FC Seoul                | 38 | 17 | 11 | 10 | 52 | 44 | +8  | 62 |
| 5  | Seongnam FC             | 38 | 15 | 15 | 8  | 41 | 33 | +8  | 60 |
| 6  | Jeju United             | 38 | 14 | 8  | 16 | 55 | 56 | −1  | 50 |
| 7  | Ulsan Hyundai           | 38 | 13 | 14 | 11 | 54 | 45 | +9  | 53 |
| 8  | Incheon United          | 38 | 13 | 12 | 13 | 35 | 32 | +3  | 51 |
| 9  | Jeonnam Dragons         | 38 | 12 | 13 | 13 | 46 | 51 | −5  | 49 |
| 10 | Gwangju FC              | 38 | 10 | 12 | 16 | 35 | 44 | −9  | 42 |
| 11 | Busan IPark             | 38 | 5  | 11 | 22 | 30 | 55 | −25 | 26 |
| 12 | Daejeon Citizen         | 38 | 4  | 7  | 27 | 32 | 72 | −40 | 19 |

## Resultattabeller

### Omgång 1-22
Varje lag spelar två matcher mot varje annat lag, en gång hemma och en gång borta.
| Hemma \ Borta           | BIP | DJC | GWJ | ICU | JJU | JHM | JND | PHS | SEN | SEO | SSB | USH |
| Busan IPark             | —   | 1–0 | 2–3 | 1–2 | 1–3 | 1–2 | 0–2 | 1–2 | 0–1 | 0–1 | 1–1 | 1–0 |
| Daejeon Citizen         | 0–0 | —   | 0–2 | 1–2 | 2–2 | 3–4 | 2–3 | 0–2 | 1–4 | 1–2 | 1–2 | 1–1 |
| Gwangju FC              | 0–1 | 1–2 | —   | 1–0 | 1–0 | 2–3 | 3–2 | 0–0 | 0–0 | 1–1 | 0–2 | 1–2 |
| Incheon United          | 3–1 | 2–0 | 2–2 | —   | 1–0 | 0–0 | 1–2 | 1–1 | 0–1 | 1–1 | 1–1 | 1–1 |
| Jeju United             | 0–0 | 5–0 | 2–1 | 0–0 | —   | 0–3 | 3–2 | 1–0 | 4–3 | 2–4 | 3–4 | 2–1 |
| Jeonbuk Hyundai Motors  | 2–1 | 2–1 | 1–1 | 1–0 | 1–0 | —   | 2–2 | 1–0 | 2–0 | 1–2 | 2–0 | 2–1 |
| Jeonnam Dragons         | 3–1 | 0–0 | 1–2 | 1–0 | 1–1 | 2–1 | —   | 0–0 | 2–1 | 2–0 | 1–1 | 2–1 |
| Pohang Steelers         | 1–2 | 2–1 | 2–1 | 0–2 | 3–4 | 0–0 | 4–1 | —   | 2–2 | 2–1 | 0–1 | 2–4 |
| Seongnam FC             | 1–0 | 3–1 | 1–1 | 0–0 | 1–1 | 2–1 | 0–0 | 0–2 | —   | 1–1 | 1–3 | 1–0 |
| FC Seoul                | 0–0 | 1–0 | 1–1 | 1–0 | 1–0 | 1–2 | 3–0 | 1–3 | 1–1 | —   | 0–0 | 0–0 |
| Suwon Samsung Bluewings | 2–1 | 1–2 | 0–1 | 2–1 | 1–0 | 2–2 | 1–0 | 0–1 | 1–1 | 5–1 | —   | 3–1 |
| Ulsan Hyundai           | 1–1 | 4–1 | 2–0 | 1–1 | 2–0 | 1–2 | 0–0 | 2–2 | 0–1 | 2–0 | 1–1 | —   |

### Omgång 23-33
Varje lag spelar en match mot varje annat lag, antingen hemma eller borta.
| Hemma \ Borta           | BIP | DJC | GWJ | ICU | JJU | JHM | JND | PHS | SEN | SEO | SSB | USH |
| Busan IPark             | —   | 2–1 |     |     | 0–2 |     | 1–1 |     |     | 2–4 | 2–2 | 2–2 |
| Daejeon Citizen         |     | —   | 0–0 |     | 2–4 |     |     | 0–1 | 0–2 |     |     | 0–0 |
| Gwangju FC              | 0–0 |     | —   |     | 0–1 | 1–2 | 0–0 |     |     |     | 2–4 |     |
| Incheon United          | 2–1 | 2–1 | 1–0 | —   | 1–0 |     |     | 0–2 |     |     |     | 1–2 |
| Jeju United             |     |     |     |     | —   | 3–2 |     | 0–1 |     | 2–1 | 2–4 | 2–2 |
| Jeonbuk Hyundai Motors  | 2–0 | 3–1 |     | 0–1 |     | —   | 2–1 |     |     | 3–0 | 2–1 |     |
| Jeonnam Dragons         |     | 1–1 |     | 0–2 | 3–1 |     | —   | 0–0 | 1–1 |     | 0–2 |     |
| Pohang Steelers         | 2–0 |     | 0–0 |     |     | 3–0 |     | —   | 2–1 |     | 0–0 |     |
| Seongnam FC             | 1–0 |     | 2–1 | 1–0 | 1–1 | 0–1 |     |     | —   |     |     |     |
| FC Seoul                |     | 2–0 | 3–1 | 2–0 |     |     | 3–2 | 0–0 | 0–1 | —   |     |     |
| Suwon Samsung Bluewings |     | 2–1 |     | 1–0 |     |     |     |     | 0–1 | 0–3 | —   | 3–1 |
| Ulsan Hyundai           |     |     | 0–1 |     |     | 2–0 | 3–2 | 1–1 | 0–0 | 1–2 |     | —   |

### Omgång 34-38
Efter den trettiotredje omgången delas ligan upp i två grupper bestående av de övre sex i tabellen och de nedre sex i tabellen. Varje lag spelar en match mot varje annat lag i sin grupp, antingen hemma eller borta.
| Hemma \ Borta           | JJU | JHM | PHS | SEN | SEO | SSB |
| Jeju United             | —   | 0–1 |     |     | 1–1 |     |
| Jeonbuk Hyundai Motors  |     | —   | 0–1 | 1–1 |     |     |
| Pohang Steelers         | 2–1 |     | —   | 0–0 | 2–1 |     |
| Seongnam FC             | 2–1 |     |     | —   | 1–2 | 0–0 |
| FC Seoul                |     | 0–0 |     |     | —   | 4–3 |
| Suwon Samsung Bluewings | 0–1 | 2–1 | 2–1 |     |     | —   |

| Hemma \ Borta   | BIP | DJC | GWJ | ICU | JND | USH |
| Busan IPark     | —   |     | 0–1 |     | 1–1 |     |
| Daejeon Citizen | 2–1 | —   |     | 0–2 | 1–0 |     |
| Gwangju FC      |     | 2–1 | —   | 0–0 |     | 0–1 |
| Incheon United  | 0–0 |     |     | —   | 0–1 | 2–2 |
| Jeonnam Dragons |     |     | 2–1 |     | —   | 2–5 |
| Ulsan Hyundai   | 2–1 | 2–1 |     |     |     | —   |

## Play-off
Busan IPark som kom nästa sist i ligan spelade playoff mot Suwon FC från K League Challenge om att få spela i nästa säsongs Classic. Suwon vann båda matcherna med 3–0 totalt och Busan blev därmed nedflyttade till nästa säsongs Challenge medan Suwon blev uppflyttade till K League Classic 2016.
|           | 2 december 2015 | Suwon FC         | 1–0     | Busan IPark | Suwon Sports Complex                     |                                          |
| 19:00 KST | 19:00 KST       | Jung Min-woo 85′ | Rapport |             | Suwon Publik: 2 347 Domare: Lee Dong-jun | Suwon Publik: 2 347 Domare: Lee Dong-jun |
| 19:00 KST | 19:00 KST       |                  |         |             | Suwon Publik: 2 347 Domare: Lee Dong-jun | Suwon Publik: 2 347 Domare: Lee Dong-jun |
| 19:00 KST | 19:00 KST       |                  |         |             | Suwon Publik: 2 347 Domare: Lee Dong-jun | Suwon Publik: 2 347 Domare: Lee Dong-jun |

|           | 5 december 2015 | Busan IPark | 0–2     | Suwon FC                      | Busan Gudeok Stadium                    |                                         |
| 16:00 KST | 16:00 KST       |             | Rapport | Lim Seong-taek 80′ Japa 90+4′ | Busan Publik: 6 135 Domare: Woo Sang-il | Busan Publik: 6 135 Domare: Woo Sang-il |
| 16:00 KST | 16:00 KST       |             |         |                               | Busan Publik: 6 135 Domare: Woo Sang-il | Busan Publik: 6 135 Domare: Woo Sang-il |
| 16:00 KST | 16:00 KST       |             |         |                               | Busan Publik: 6 135 Domare: Woo Sang-il | Busan Publik: 6 135 Domare: Woo Sang-il |

## Statistik
| Nr | Spelare         | Lag                        | Mål |
| -- | --------------- | -------------------------- | --- |
| 1  | Kim Shin-wook   | Ulsan Hyundai              | 18  |
| 2  | Adriano         | Daejeon Citizen / FC Seoul | 15  |
| 2  | Hwang Ui-jo     | Seongnam FC                | 15  |
| 4  | Lee Dong-gook   | Jeonbuk Hyundai Motors     | 13  |
| 5  | Santos          | Suwon Samsung Bluewings    | 12  |
| 5  | Lee Jong-ho     | Jeonnam Dragons            | 12  |
| 5  | Stevica Ristić  | Jeonnam Dragons            | 12  |
| 8  | Edu             | Jeonbuk Hyundai Motors     | 11  |
| 8  | Ricardo Lopes   | Jeju United                | 11  |
| 10 | Kwon Chang-hoon | Suwon Samsung Bluewings    | 10  |
| 10 | Leonardo        | Jeonbuk Hyundai Motors     | 10  |

| Nr | Spelare         | Lag                     | Assists |
| -- | --------------- | ----------------------- | ------- |
| 1  | Yeom Ki-hun     | Suwon Samsung Bluewings | 17      |
| 2  | Ricardo Lopes   | Jeju United             | 11      |
| 2  | Mauricio Molina | FC Seoul                | 11      |
| 4  | Kim Do-heon     | Seongnam FC             | 8       |
| 5  | Mislav Oršić    | Jeonnam Dragons         | 7       |
| 5  | Kim Tae-hwan    | Ulsan Hyundai           | 7       |
| 5  | Yoon Bit-garam  | Jeju United             | 7       |
| 8  | Ivan Kovačec    | Ulsan Hyundai           | 6       |
| 8  | Song Jin-hyung  | Jeju United             | 6       |
| 8  | Ju Se-jong      | Busan IPark             | 6       |

### Publik
| Nr | Lag                     | Totalt    | Högst  | Lägst | Genomsnitt |
| -- | ----------------------- | --------- | ------ | ----- | ---------- |
| 1  | Jeonbuk Hyundai Motors  | 330 856   | 31 192 | 4 928 | 17 413     |
| 2  | FC Seoul                | 326 269   | 39 328 | 4 267 | 17 172     |
| 3  | Suwon Samsung Bluewings | 250 702   | 29 046 | 6 538 | 13 195     |
| 4  | Pohang Steelers         | 175 520   | 19 227 | 3 354 | 9 238      |
| 5  | Jeju United             | 117 754   | 20 013 | 1 011 | 6 542      |
| 6  | Ulsan Hyundai           | 119 309   | 18 031 | 1 524 | 6 279      |
| 7  | Seongnam FC             | 107 619   | 12 187 | 1 593 | 5 664      |
| 8  | Incheon United          | 97 250    | 10 704 | 1 623 | 4 863      |
| 9  | Jeonnam Dragons         | 82 407    | 12 608 | 628   | 4 337      |
| 10 | Busan IPark             | 63 440    | 9 123  | 1 187 | 3 339      |
| 11 | Daejeon Citizen         | 47 370    | 11 857 | 763   | 2 493      |
| 12 | Gwangju FC              | 41 567    | 3 117  | 1 062 | 2 188      |
|    | Totalt                  | 1 760 063 | 39 328 | 628   | 7 720      |

## Priser
| Utmärkelse              | Pristagare                             |
| ----------------------- | -------------------------------------- |
| Mest värdefulla spelare | Lee Dong-gook (Jeonbuk Hyundai Motors) |
| Bästa unga spelare      | Lee Jae-sung (Jeonbuk Hyundai Motors)  |
| Bästa målgörare         | Kim Shin-wook (Ulsan Hyundai)          |
| Bästa assistgivare      | Yeom Ki-hun (Suwon Samsung Bluewings)  |
| Årets tränare           | Choi Kang-hee (Jeonbuk Hyundai Motors) |

### Säsongens XI
| Position    | Spelare         | Lag                     |
| ----------- | --------------- | ----------------------- |
| Målvakt     | Kwoun Sun-tae   | Jeonbuk Hyundai Motors  |
| Försvarare  | Hong Chul       | Suwon Samsung Bluewings |
| Försvarare  | Matej Jonjić    | Incheon United          |
| Försvarare  | Kim Kee-hee     | Jeonbuk Hyundai Motors  |
| Försvarare  | Cha Du-ri       | FC Seoul                |
| Mittfältare | Yeom Ki-hun     | Suwon Samsung Bluewings |
| Mittfältare | Lee Jae-sung    | Jeonbuk Hyundai Motors  |
| Mittfältare | Kwon Chang-hoon | Suwon Samsung Bluewings |
| Mittfältare | Song Jin-hyung  | Jeju United             |
| Anfallare   | Lee Dong-gook   | Jeonbuk Hyundai Motors  |
| Anfallare   | Adriano         | FC Seoul                |